# Gruta Azul (Iraquara)
A Gruta Azul é uma caverna localizada na cidade brasileira de Iraquara, na Chapada Diamantina, região central do estado da Bahia,  e que se constitui uma das atrações turísticas da região.
É uma lapa inundada onde os reflexos da luz da tarde conferem especial coloração azul à água. Forma um conjunto, pela proximidade, com a Gruta da Pratinha.
Tem uma extensão de um quilômetro e meio, e integra o conjunto de cavernas formadas no terreno cárstico de Iraquara, que se autodefine como a "cidade das cavernas": ali o relevo é formado por um planalto com altitudes entre 500 e 800 metros, circundado por serras que atingem de 800 a 1 200 metros, com exemplares conhecidos como o Morro do Pai Inácio e o Morro do Camelo.